# Burtoncourt
Burtoncourt és un municipi francès, situat al departament del Mosel·la i a la regió del Gran Est. L'any 2007 tenia 187 habitants.

## Demografia

### Població
El 2007 la població de fet de Burtoncourt era de 187 persones. Hi havia 64 famílies, de les quals 12 eren unipersonals (4 homes vivint sols i 8 dones vivint soles), 24 parelles sense fills i 28 parelles amb fills.
La població ha evolucionat segons el següent gràfic:
Habitants censats

### Habitatges
El 2007 hi havia 76 habitatges, 68 eren l'habitatge principal de la família, 6 eren segones residències i 2 estaven desocupats. 72 eren cases i 3 eren apartaments. Dels 68 habitatges principals, 63 estaven ocupats pels seus propietaris i 5 estaven llogats i ocupats pels llogaters; 1 tenia dues cambres, 3 en tenien tres, 4 en tenien quatre i 60 en tenien cinc o més. 59 habitatges disposaven pel capbaix d'una plaça de pàrquing. A 23 habitatges hi havia un automòbil i a 42 n'hi havia dos o més.

### Piràmide de població
La piràmide de població per edats i sexe el 2009 era:
| Homes | Edats   | Dones |
| ----- | ------- | ----- |
| 0     | 95 o +  | 0     |
| 0     | 90 a 94 | 4     |
| 4     | 85 a 89 | 0     |
| 0     | 80 a 84 | 4     |
| 0     | 75 a 79 | 0     |
| 0     | 70 a 74 | 0     |
| 0     | 65 a 69 | 0     |
| 8     | 60 a 64 | 8     |
| 0     | 55 a 59 | 4     |
| 12    | 50 a 54 | 12    |
| 16    | 45 a 49 | 4     |
| 4     | 40 a 44 | 8     |
| 12    | 35 a 39 | 0     |
| 0     | 30 a 34 | 12    |
| 16    | 25 a 29 | 0     |
| 8     | 20 a 24 | 4     |
| 4     | 15 a 19 | 12    |
| 8     | 10 a 14 | 0     |
| 0     | 5 a 9   | 12    |
| 8     | 0 a 4   | 4     |

## Economia
El 2007 la població en edat de treballar era de 124 persones, 93 eren actives i 31 eren inactives. De les 93 persones actives 91 estaven ocupades (54 homes i 37 dones) i 2 estaven aturades (2 homes). De les 31 persones inactives 2 estaven jubilades, 7 estaven estudiant i 22 estaven classificades com a «altres inactius».

### Ingressos
El 2009 a Burtoncourt hi havia 72 unitats fiscals que integraven 197 persones, la mediana anual d'ingressos fiscals per persona era de 19.303 €.

### Activitats econòmiques
Dels 3 establiments que hi havia el 2007, 2 eren d'empreses de construcció i 1 d'una empresa de comerç i reparació d'automòbils.
Dels 2 establiments de servei als particulars que hi havia el 2009, 1 era un paleta i 1 guixaire pintor.

## Poblacions més properes
El següent diagrama mostra les poblacions més properes.